# El Toreador de Abajo
El Toreador de Abajo es una localidad del estado mexicano de Guanajuato. Es parte del municipio de San Luis de la Paz.

## Demografía
| Gráfica de evolución demográfica |
|                                  |

| Censo | Población |
| ----- | --------- |
| 1910  | 950       |
| 1921  | 227       |
| 1930  | 319       |
| 1940  | 199       |
| 1950  | 254       |
| 1960  | 236       |
| 1970  | 364       |
| 1980  | 323       |
| 1990  | 374       |
| 2000  | 578       |
| 2010  | 834       |
| 2020  | 1 029     |